# دکستراناز
دکستراناز (عدد گروه آنزیم 3.2.1.11، دکستران هیدرولاز، اندودکستراناز، دکستراناز DL 2، DL 2، آندو دکستراناز، آلفا-D-1،6-گلوکان-6-گلوکانوهیدرولاز، 1،6-آلفا-D-گلوکان 6-گلوکانوهیدرولاز) یک آنزیم است با نام سیستماتیک 6-alpha-D-glucan 6-glucanohydrolase که این آنزیم واکنش شیمیایی زیر را کاتالیز می‌کند
اندوهیدرولیز پیوندهای (1-> 6) -alpha-D-glucosidic در دکستران